# Une rencontre (film)
Cet article concerne le film de Lisa Azuelos. Pour le roman de Milan Kundera, voir Une rencontre.
Pour plus de détails, voir Fiche technique et Distribution.
Une rencontre est un film romantique et dramatique français réalisé par Lisa Azuelos, sorti en 2014, avec Sophie Marceau et François Cluzet dans les rôles principaux. Le film est dédié à Valérie Benguigui, qu'un cancer a emportée l'année précédente.

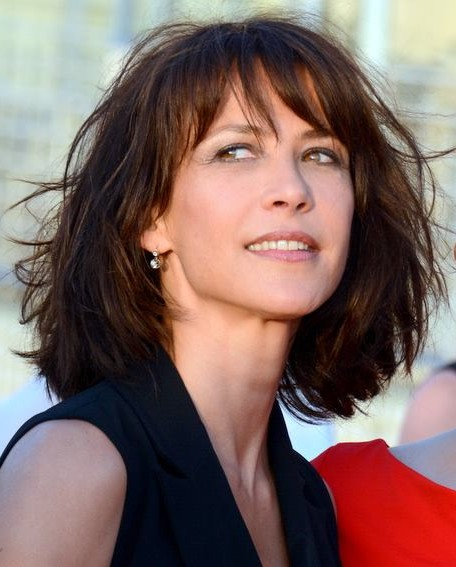
Sophie Marceau.

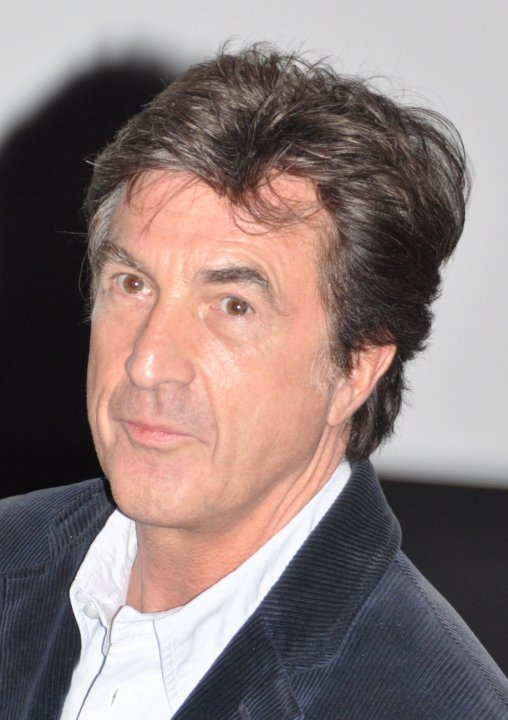
François Cluzet.

## Synopsis
Elsa, écrivain, et Pierre, avocat pénaliste parisien, se croisent lors de la soirée de clôture du salon du livre de Rennes. Une belle rencontre, peut-être.
Sauf que Pierre est marié et que pour lui c'est d'abord sa famille, il est heureux comme ça. Avec ses deux enfants et Anne, sa femme depuis quinze ans, tout va bien. 
Elsa, de son côté, est une femme libre et un écrivain à succès qui se partage entre l'écriture, ses ados qui grandissent trop vite, ses amies et une liaison peu sérieuse avec Hugo, son jeune amant. 
Pour Pierre, l'infidélité ne lui a jamais traversé l'esprit, même si parfois il se sent étriqué dans sa vie et sa routine.
Pour Elsa, l'homme marié est son seul tabou et elle ne l'envisagera jamais.
Pourtant cette rencontre pourrait tout changer.
Dès le premier regard, l'histoire de Pierre et Elsa s'inscrit dans une temporalité différente, comme si présent et futur possible se dédoublaient, s'entrechoquaient, jusqu'à créer une réalité où tout serait possible.

## Fiche technique
- Titre : Une rencontre
- Réalisation : Lisa Azuelos
- Scénario : Lisa Azuelos
- Photographie : Alain Duplantier
- Montage : Stan Collet et Karine Prido
- Musique : My Melody
- Producteur : Lisa Azuelos et Julien Madon
  - Coproducteur : Romain Le Grand
  - Producteur associé : Florian Genetet-Morel
- Production : Bethsabée Mucho, Pathé et TF1 Films Production
  - Coproduction : Movie Pictures et Chaocorp
- Distribution : Pathé Distribution
- Pays d'origine :  France
- Genre : romance
- Durée : 81 minutes
- Dates de sortie :
  -  France : 23 avril 2014

## Distribution
- Sophie Marceau : Elsa
- François Cluzet : Pierre
- Lisa Azuelos : Anne
- Alexandre Astier : Eric
- Arthur Benzaquen : Julien
- Jonathan Cohen : Marc
- Niels Schneider : Hugo
- Stéphanie Murat : Valérie
- Olivia Côte : Caro
- Syrus Shahidi : un ami de Julien
- Lily Taïeb : Lili
- Jules Benchetrit : Louis
- Tatiana Khayat : Lola
- Stylane Lecaille : Ben
- Thaïs Alessandrin : Jeanne

## Réception critique
Pour Le Parisien, la réalisatrice « rate complètement sa cible » dans un film où il ne se passe rien. Pour Critikat, la comédie romantique de Lisa Azuelos a le mérite d'être plus proche de la famille du XXIe siècle que bien d’autres. Néanmoins, malgré des idées parfois ingénieuses en termes de mise en scène, les bonnes scènes peinent à exister « dans un scénario grossièrement ficelé », le film souffrant « d’une musique omniprésente » qui en fait une « sorte de clip à certains moments ».  